# Аміс (етнос)
Аміс (аміс: Amis, Ami, Pangcah; кит: 阿美族; піньїнь: Āměizú), також відомі як Панцах — корінна австронезійська етнічна спільнота Тайваню. Вони говорять мовою аміс ((阿美族語), австронезійською мовою і однією з шістнадцяти офіційно визнаних корінних народів Тайваню. Традиційна територія аміс включає довгу вузьку долину між Центральними горами та Прибережними горами (Долина Хуатунг), тихоокеанську прибережну рівнину на схід від Прибережних гір і півострів Хенгчунь.
У 2014 році аміси налічували 200 604 особи. Це становило приблизно 37,1 % від загальної чисельності корінного населення Тайваню, що робить їх найбільшою групою корінного населення. Через своє прибережне розташування, аміси в основному рибалки. Вони традиційно мали матрилінійну систему споріднення, за якою спадок і майно переходять по материнській лінії, а діти вважаються народженими від матері.
Традиційні села амісів були відносно великими для корінних громад Тайваню, зазвичай мали від 500 до 1000 осіб. У сучасному Тайвані амі також складають більшість «міських корінних жителів» і створили багато міських громад по всьому острову. В останні десятиліття аміси також одружилися екзогамно з ханьцями, а також з іншими корінними народами.

## Ідентичність і класифікація

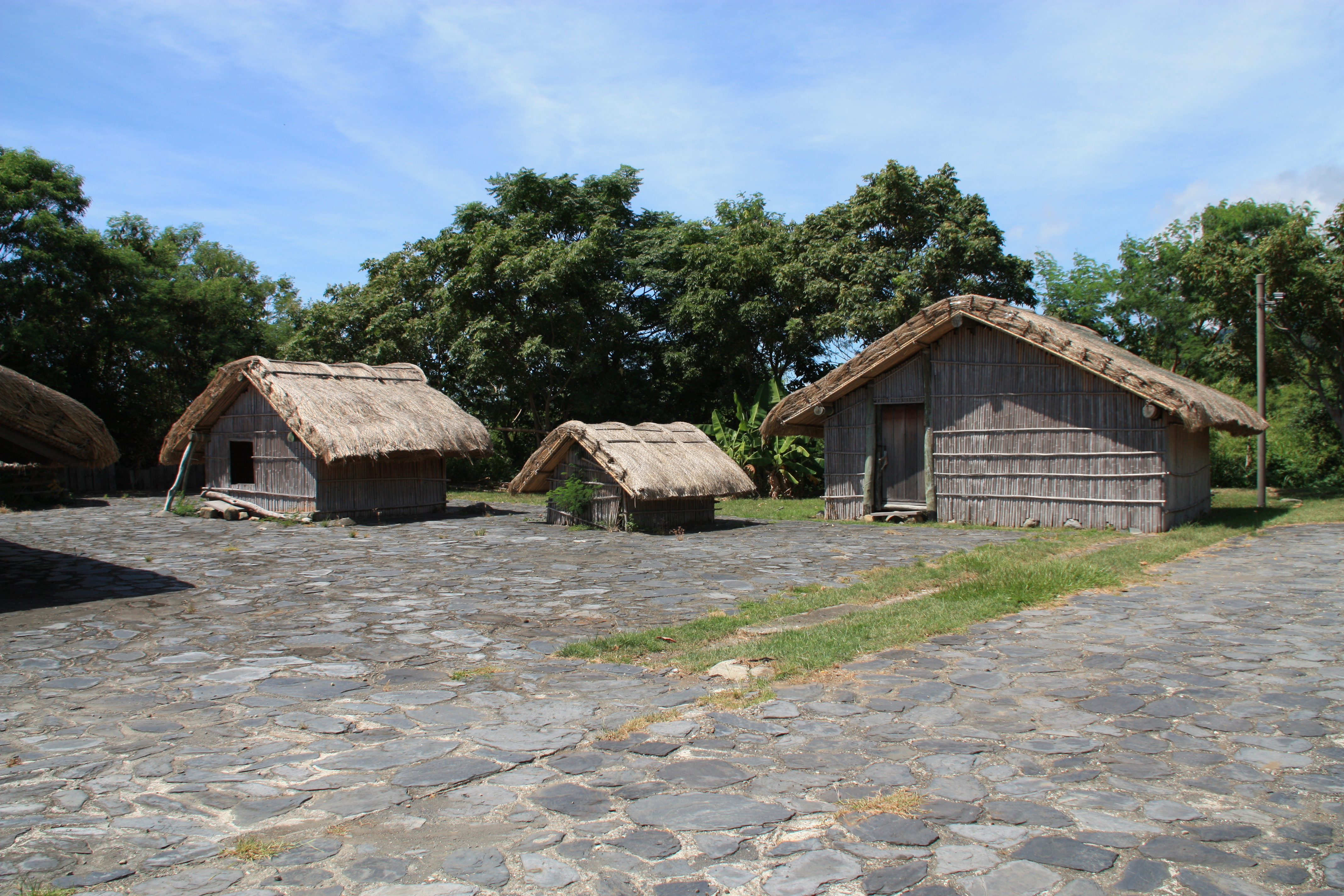
Фольклорний центр амісів

Аміси називають себе двома різними етнонімами. У той час ті, хто живе в Східній Рифтовій долині та окрузі Хуалянь, зазвичай ідентифікують себе як панка, що означає «людина» або «люди нашого роду», аміси, які живуть у прибережному повіті Тайдун, використовують термін аміс. Можливо, через офіційну назву на Тайвані ХХІ століття термін аміси використовується набагато частіше. Ця назва походить від слова «amis», що означає «північ». В академічному колі досі немає консенсусу щодо того, як слово «аміс» стало використовуватися для звернення до панків. Можливо, спочатку цей термін використовувався пуюма для позначення панків, які жили на північ від них. Інша теорія полягає в тому, що ті, хто жив на рівнині Тайдун, називали себе «амі», бо їхні предки прийшли з півночі. Це більш пізнє пояснення записано в Банзоку Чоса Накакушо, вказуючи на те, що цей термін міг походити від групи, яку антропологи класифікували як фалангові аміси, група омісів, що займала територію від сьогоднішнього Ченкунга до рівнини Тайтун. Їхніми найближчими генетичними родичами є корінні філіппінці.
Відповідно до Тайванської історії аборигенів: аміс поділяються на п'ять груп:
- Північна група (розташована на рівнині Чіхлай/ Хуалянь)
- Середня група (розташована на захід від Прибережних гір)
- Прибережна група (розташована на схід від Прибережних гір)
- Група Фаланга (розташована Ченгун і рівнина Тайдун)
- Група Хенчунь (розташована на Хенчунь)

Така класифікація, якою б широко не була прийнята, базується просто на географічному розподілі та етнічній міграції. Це не відповідає спостережуваним відмінностям у культурі, мові та статурі.
Китайська Народна Республіка (КНР), яка вважає Тайвань частиною своєї території, вважає всіх амісів частиною етнічної групи гаошань, однієї з 56 етнічних груп КНР.

## Традиції

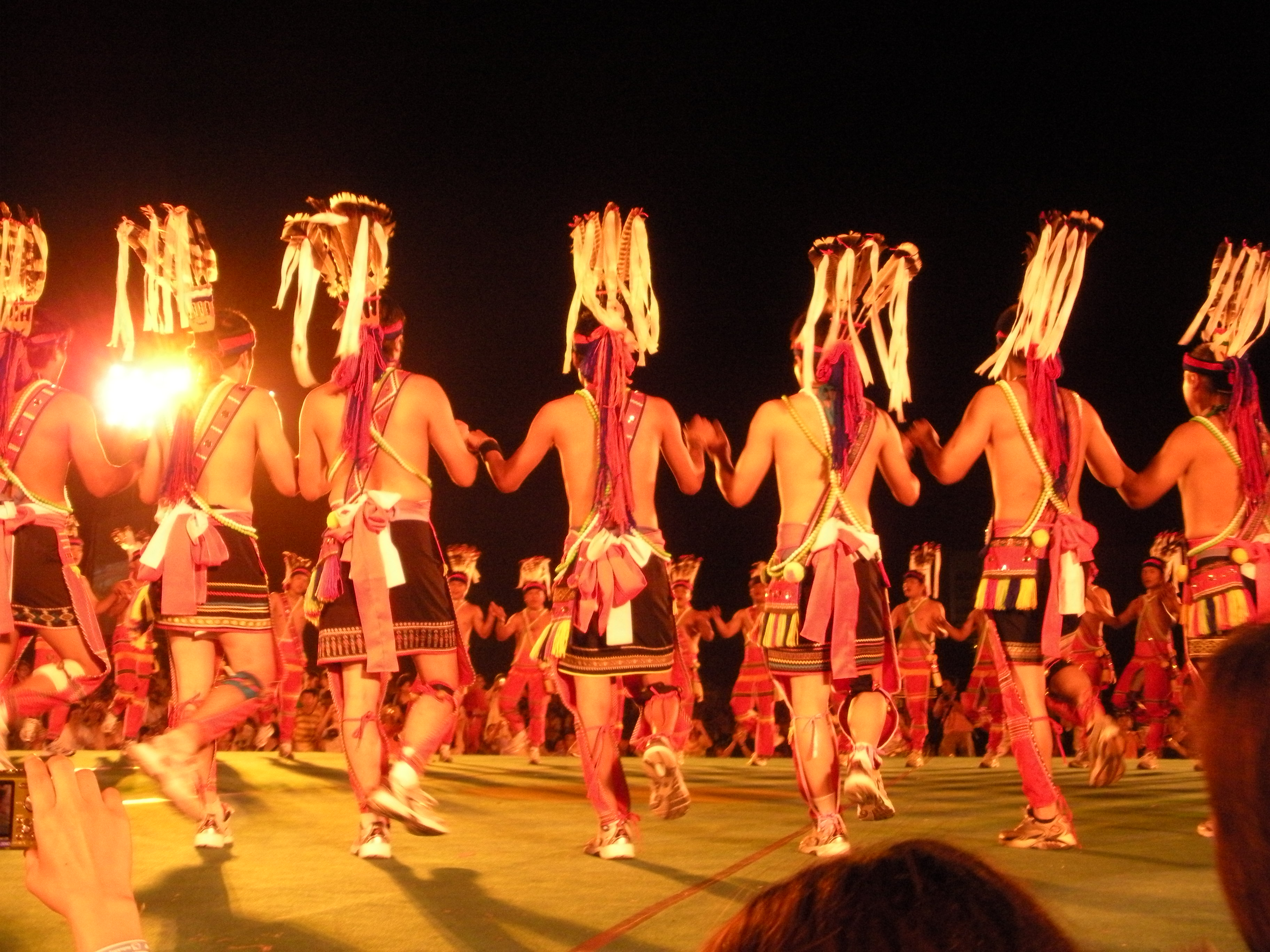
Свято врожаю

Сімейні справи, включаючи фінанси сім'ї, за традицією амісів вирішує господдиня. Найважливішим традиційним обрядом є Свято врожаю. Свято врожаю амісів проводиться, щоб висловити подяку людей і вдячність богам, а також помолитися про врожай наступного року. Проходить щороку з липня по вересень.

## Представництво в ЗМІ
Музичний проект Enigma використав наспів аміс у своїй пісні «Return to Innocence» у своєму другому альбомі The Cross of Changes (1993). Цю пісню використовували як головну пісню Олімпіади в Атланті 1996 року. Основний приспів співали Діфан (китайське ім'я Куо Іннан) і його дружина Ігай (китайське ім'я Куо Сю-чу), які були частиною тайванської культурної групи аборигенів.
Maison des Cultures du Monde раніше записала спів цієї групи під час гастролей і випустила компакт-диск. Згодом ця пісня була використана Enigma (хоча вони не зазначили етнічне походження пісні та співаків). Студія звукозапису та тайванська група подали позов про порушення авторських прав, який пізніше було врегульовано Enigma в позасудовому порядку. Спів Амі відомий своєю складною контрапунктичною поліфонією.

## Відомі люди аміс
- А-Лін, співачка, авторка пісень
- Нгаяв Аке, бейсболіст
- Ю Чан, бейсболіст
- Лін Чжи Чі, баскетболіст
- Чень Чіюань, бейсболіст

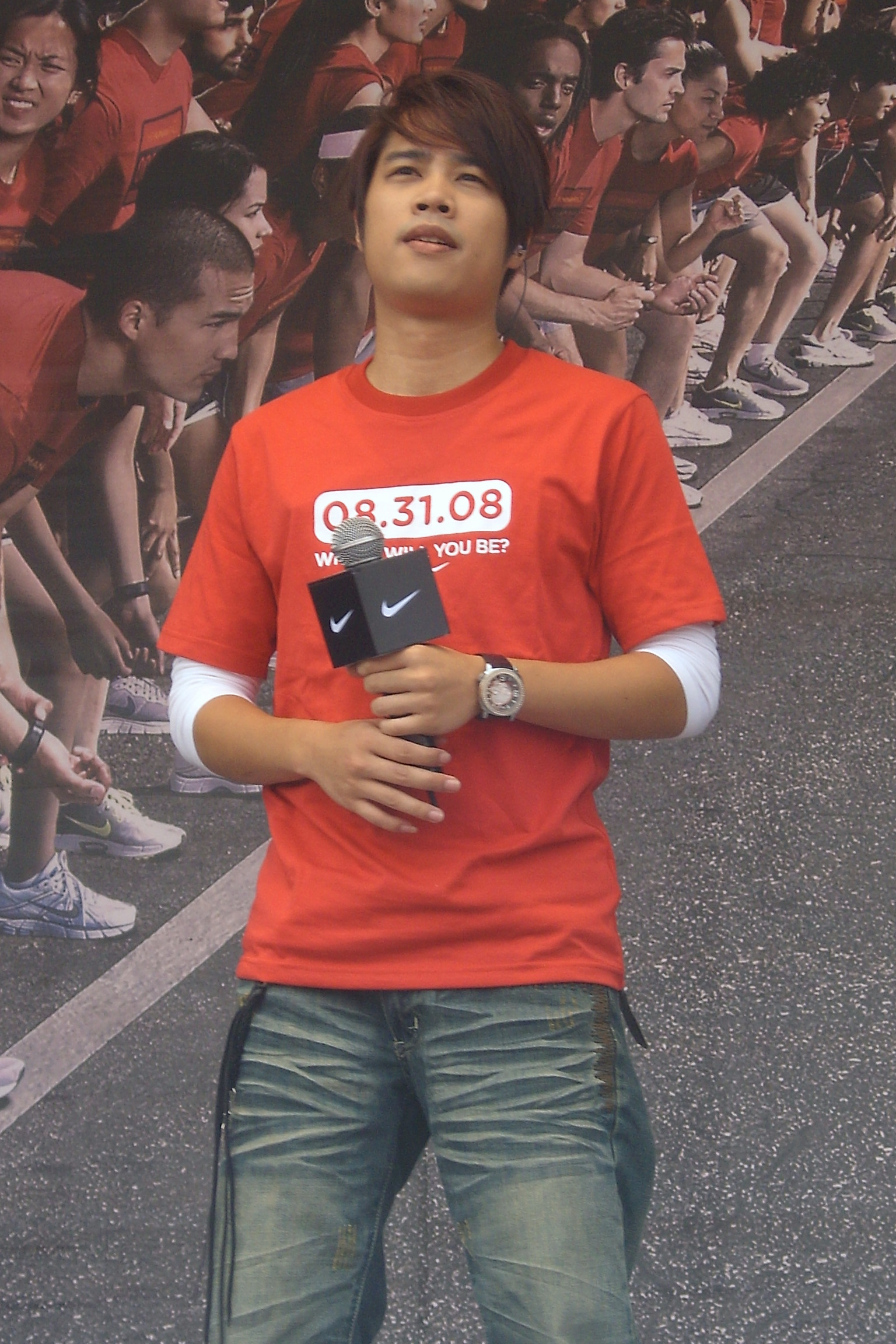
Співак Танк

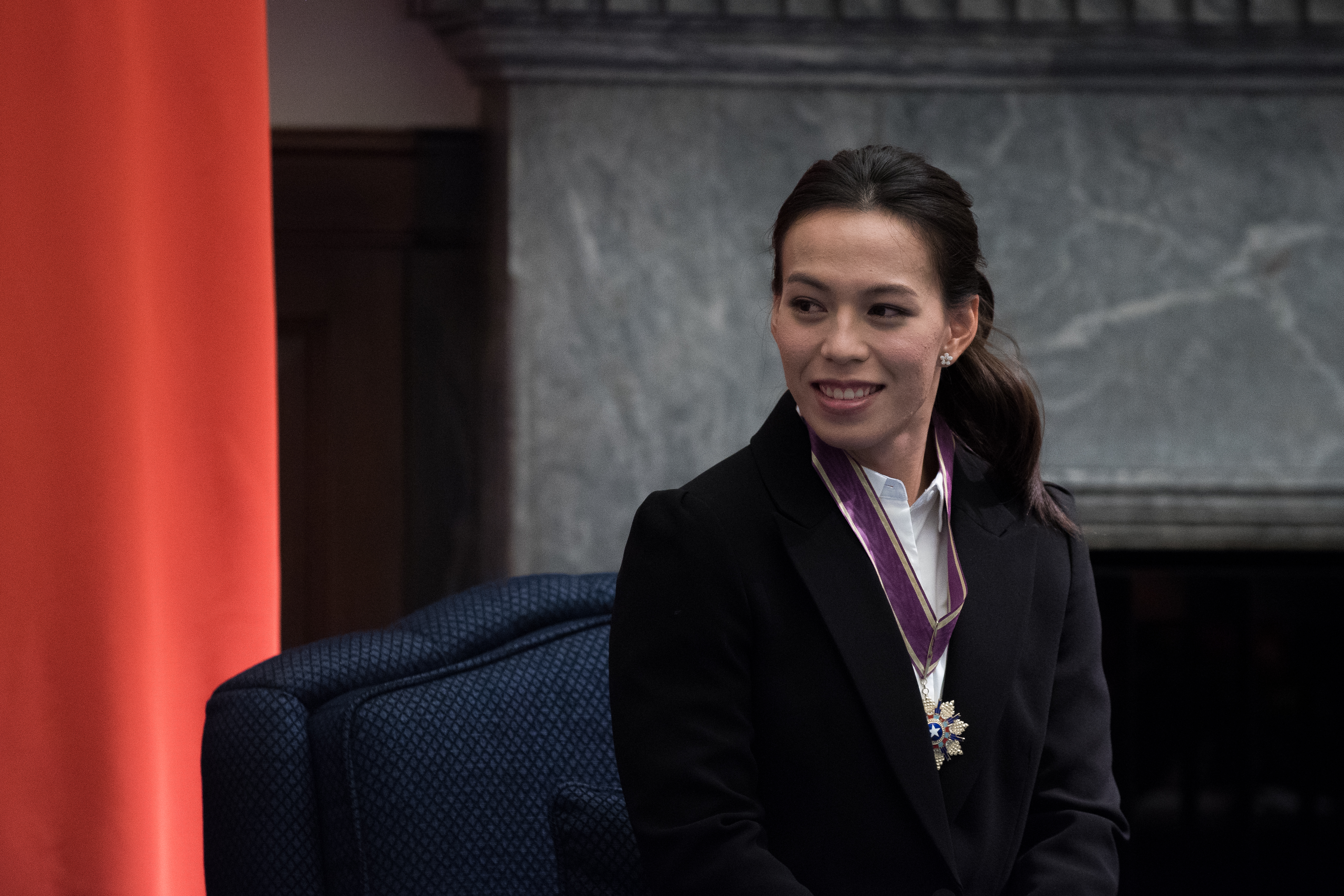
Важкоатлетка Куо Сінчунь.

- Ян Чуанкван, олімпійський десятиборець
- Куо Дайчі, бейсболіст
- Майав Донгі, міністр Ради корінних народів (2013—2016)
- Діфанг та Ігай Дуана, народний музичний дует чоловіка та дружини
- Ван Фан, співак, актор
- Ело Хуанг, актор і учасник поп-групи 183 Club
- Джам Сяо, співак
- Куо Син-чун, важкоатлетка і золота олімпійська медалістка
- Ілід Каоло, співачка та авторка пісень
- Аял Комод, співачка
- Ценг Лічен, бронзова призерка Олімпіади-2012 з тхеквондо
- Шоу Ло, співак, актор, ведучий
- Лін Мантін, футболістка і футзалістка
- Аті Масау, бейсболіст
- Теруо Накамура, народжений у Тайвані солдат японської імператорської армії та останній японський солдат Другої світової війни.
- Кавло Іюн Пачідал, член Законодавчого юаня
- Колас Йотака, член Законодавчого Юаня та речниця Виконавчого Юаня та Офісу Президента
- Іцян Парод, міністр Ради корінних народів
- Ян Сен, бейсболіст
- Суфін Сілуко, член Законодавчого юаня
- Сумінг, актор, співак, автор пісень. Його музика містить елементи традиційної культури амісів. Засновник музичного фестивалю Amis.
- Лі Тайсян, композитор і автор народних пісень[9]
- Танк, співак
- Tseng Te-Ping, дівчачий гурт
- Чінхуей Цао, бейсболіст
- Дайканг Янг, бейсболіст
- Вейчунг Ван, бейсболіст
- Хуан Вейцзінь, співак, актор, ведучий

## Подальше читання
- Hsu, Mu-chu 許木柱; Liao, Shou-chen 廖守臣; Wu, Ming-i 吳明義 (2001). Āměizú shǐ piān 阿美族史篇 [Taiwanese Aboriginal History: Amis] (in Chinese). Nantou shi: Taiwan sheng wenxian weiyuanhui. ISBN 957-02-8003-4.